# فيجاي 69
فيجاي 69 (بالإنجليزية: Vijay 69)‏ هو فيلم درامي هندي باللغة الهندية صدر عام 2024 من إخراج أكشاي روي وبطولة أنوبام خير في الدور الرئيسي إلى جانب شانكي باندي وميهير أهوجا. تم إصدار الفيلم في 8 نوفمبر 2024 على نتفليكس وتلقى مراجعات متباينة إلى إيجابية.

## القصة
فيجاي ماثيو، مدرب سباحة متقاعد يبلغ من العمر 69 عامًا، يعيش حياة رتيبة ووحيدة في دلهي. منذ وفاة زوجته الحبيبة، فقد كل معنى لحياته، يقضي أيامه في عزلة هادئة، يسترجع ذكريات الماضي. تحوّل نمط حياته النشط إلى روتين خامل، وأصبحت تفاعلاته تقتصر في الغالب على صديقه القديم، براكاش (يجسد دوره تشانكي باندي)، الذي كثيرًا ما يسخر منه بسبب تقدمه في السن و"هزاله".
في أحد الأيام، بينما كان يفتش في ممتلكات زوجته الراحلة، عثر فيجاي على دفتر يوميات قديم كانت تحتفظ به. وجد في داخله قائمة بالأحلام والطموحات التي كانت تتمنى له تحقيقها. من بينها تحدٍّ يهزّ كيانه حتى النخاع: إكمال سباق ثلاثي كامل. الكلمات، المكتوبة بحب وإيمان بقدراته، أعادت إشعال شيء عميق في أعماقه. على الرغم من سنه وتدهور صحته، قرر فيجاي خوض غمار هذا الإنجاز الذي يبدو مستحيلًا تخليدًا لذكراها.
تبدأ رحلة فيجاي بخطوات صغيرة. يبدأ بالركض في حديقة الحي، لكنه سرعان ما يدرك أن جسده لم يعد قويًا كما كان في السابق. يعاني من ضيق في التنفس، وآلام في المفاصل، وشعور بالشك في نفسه. صديقه براكاش، رغم تشككه، يشجعه بطريقته الفكاهية، بينما يسخر جيرانه ومعارفه من هدفه الطموح.
يسعى فيجاي، بعزيمة، إلى مساعدة مدرب لياقة بدنية شاب، كبير (يجسد دوره ميهير أهوجا)، وهو مدرب نشيط وواثق من نفسه نوعًا ما في صالة ألعاب رياضية محلية. في البداية، كان كبير متجاهلًا لهدف فيجاي، لكنه وافق على تدريبه بعد أن ألهمه إصرار الرجل العجوز. التدريب صارم - السباحة في الماء البارد، وركوب الدراجات لمسافات طويلة، وزيادة قدرته على التحمل من خلال الجري المكثف. مع مرور كل يوم، يتحسن فيجاي، لكن الرحلة ليست سهلة على الإطلاق.
مع تقدمه، يواجه فيجاي العديد من العقبات. تبدأ علامات الإرهاق بادية على جسده - إذ تتفاقم إصابة قديمة في الركبة، ويؤثر عليه الإرهاق سلبًا. في لحظة ما، ينهار من الجفاف خلال جلسة ركوب دراجات طويلة. عائلته، القلقة على صحته، تتوسل إليه لإعادة النظر، لكنه يرفض التراجع.
في هذه الأثناء، يُذكّر براكاش فيجاي باستمرار، رغم دعمه، بأنه لم يعد شابًا وأن المخاطرة قد لا تستحق العناء. مع ذلك، يُصبح كبير، رغم شكوكه الأولية، مُهتمًا بشدة بنجاح فيجاي. يدفعه بقوة أكبر، ويُعلّمه في الوقت نفسه التدرب بذكاء.
في لحظة إحباط، يكاد فيجاي يستسلم، متسائلًا عما إذا كان هذا المسعى يستحق كل هذا العناء. لكن محادثة صادقة مع براكاش وحلم بزوجته تُشجعه، أشعلا شغفه من جديد. يُواصل المسير، ويتدرب بجهد أكبر من أي وقت مضى.
يأتي يوم الترياثلون.  يتألف الحدث من ثلاث مراحل شاقة: سباحة لمسافة 1.5 كيلومتر، وركوب دراجات هوائية لمسافة 40 كيلومترًا، وجري لمسافة 10 كيلومترات. من بين مئات المتسابقين، يبرز فيجاي - ليس كأسرعهم أو أقوىهم، بل كأكبرهم سنًا. يتابعه المتفرجون والمشاركون بفضول وإعجاب.
المرحلة الأولى، وهي السباحة، صعبة للغاية. فرغم خبرته في السباحة، إلا أن برودة الماء والمنافسة الشرسة تجعلها صعبة. يصطدم به سباح آخر فيشعر بالذعر لفترة وجيزة، لكنه يتذكر كلمات زوجته ويدفع نفسه للأمام، ويخرج من الماء منهكًا ولكنه مصمم.
تُعد مرحلة ركوب الدراجات اختبارًا آخر. في منتصف الطريق، يعود ألم ركبته، مما يجعل كل ضغطة على الدواسة مؤلمة. يبطئ سرعته، ويكاد يستسلم، لكنه يرى براكاش وكبير يهتفان من على خط التماس. إيمانهما الراسخ به يغذي عزيمته، ويواصل الدواسة، وينهي المرحلة.
وأخيرًا، يبدأ فصل الجري.  كل خطوة تبدو وكأنها معركة شاقة، وعضلاته تصرخ طلبًا للراحة. يتجاوزه المتنافسون الأصغر سنًا، لكن الجمهور يبدأ بالهتاف باسمه، مستلهمًا من مرونته. مع اقترابه من خط النهاية، يكاد جسده يستسلم، لكنه يرى في ذهنه زوجته تبتسم، تحثه على المضي قدمًا.
بدفعة أخيرة، يعبر فيجاي خط النهاية. ينفجر الجمهور بالتصفيق، ويُعلن اسمه أكبر متسابق سنًا في سباق الترياثلون. غارقًا في مشاعره، يركع على ركبتيه، ناظرًا إلى السماء، هامسًا باسم زوجته.
لا يقتصر انتصار فيجاي على إكمال سباق الترياثلون فحسب، بل يثبت أن العمر لا يقف عائقًا أمام تحقيق الأحلام. تُلهم رحلته الكثيرين، من الرياضيين الشباب إلى كبار السن الذين تخلوا عن طموحاتهم.
كبير، الذي كان يومًا ما مدربًا شابًا مغرورًا، يتعلم من فيجاي المعنى الحقيقي للمثابرة.  براكاش، الذي لطالما كان متشككًا، يشعّ الآن فخرًا، واصفًا فيجاي بـ"الأسطورة". أما فيجاي نفسه، فيجد السكينة، مدركًا أنه كرّم ذكرى زوجته على أكمل وجه.

## طاقم التمثيل
- أنوبام خير بدور فيجاي ماثيو
- شانكي باندي بدور فالي
- ميهير أهوجا في دور أديتيا
- جودي ماروتي بدور بارميندر باكشي
- إيكافالي خانا بدور آنا ماثيوز، زوجة فيجاي
- فراجيش هيرجي بدور المدرب فيشواس
- كونال فيجايكار بدور كيشور
- سولاجنا بانيجراهي بدور ديكشا، ابنة فيجاي
- رافيش ديساي بدور أبهيمانيو، زوج ديكشا
- دارميندرا جوهيل في دور عكاش، والد أديتيا
- كيتيكا شارما بدور مالطي
- اشوين مشران بدور جاج
- باوان شوبرا
- أدريجا سينها في دور روحي
- فيفيك ساجار مثل جيتن موكي
- باريتوش ساند في دور رانجيت كومار
- أبهاي جوشي في دور سونيل ساكسينا
- ساناند فيرما كصحفي فاسد

## استقبال
قام ديهفال روي من صحيفة تايمز أوف إنديا بتقييم الفيلم بـ 3/5 وكتب، "على الرغم من هذه العيوب، لا يزال فيجاي 69 فيلمًا ترفيهيًا مناسبًا للعائلة ويستحق المشاهدة مرة واحدة، خاصة إذا كنت في حالة مزاجية لقصة خفيفة وممتعة مع لمسة من الكوميديا". كتب أحد النقاد في صحيفة ذا هندو "مع وجود القليل مما يستحق التفكير فيه، يبدو الأمر وكأنه إعلان للترويج للترايثلون، الموضة الجديدة بين عشاق اللياقة البدنية في جميع الفئات العمرية". كتب أحد النقاد في موقع فيرستبوست: "لا شك أن فيلم فيجاي 69 متوقع تمامًا، لكنه يجلب البسمة إلى وجوهنا خاصة عندما نرى والدينا المسنين يستسلمون للحياة". كتب ريشاب سوري من صحيفة هندوستان تايمز: "فيلم فيجاي 69 هو أحد تلك الأفلام التي يبدأ الناس في مشاهدتها باهتمام كبير، ثم يفقدونها، ويتصفحون هواتفهم، ويشاهدون بضعة مشاهد، ثم يقومون ببعض الأعمال المنزلية، ويعودون لمشاهدة ذروة الأحداث، والنهاية". قام أحد النقاد في موقع فيلم فير بتقييم الفيلم بمعدل 3.5/5 وكتب: "سوف يترك الفيلم ابتسامة على وجهك وإيمانًا متجددًا بقوة المثابرة، مما يجعله تجربة مؤثرة حقًا". قام أحد النقاد في بوليوود هانجاما بتقييم الفيلم بـ 3/5 نجوم وكتب، "بشكل عام، فيجاي 69 هي قصة ملهمة خفيفة الظل تعمل بسبب عامل الارتباط والأداء الرائع لأنوبام خير والذروة العاطفية".

## روابط خارجية
- فيجاي 69 على موقع IMDb (الإنجليزية)
- فيجاي 69 على موقع نتفليكس (الإنجليزية)
- فيجاي 69 على موقع قاعدة بيانات الفيلم (الإنجليزية)